# Guéni
Le Guéni ou Guéni Kosso est un des 4 départements composant la région du Logone Occidental au Tchad. Son chef-lieu est Krim Krim.

## Subdivisions
Le département du Guéni est divisé en 4 sous-préfectures :
- Krim Krim
- Bao
- Bemangra
- Doguindi

## Administration
Préfets du Guéni
- 9 octobre 2008 : Adam Adami Youssouf[1]